# ARS (企業)
株式会社ARSは、東京都千代田区に本社を置く芸能プロダクションである。2006年（平成18年）5月設立。

## マネージメント契約
- 高橋尚子
- 大山加奈
- 川崎憲次郎
- 柱谷哲二
- 木田優夫
- キャサリン・ヌデレバ
- 入江陵介
- 中山雅史（業務委託契約）

## エージェント契約選手
- 永田充
- 山田暢久
- 坪内秀介
- 川又堅碁